# Ascorhynchus meteor
Ascorhynchus meteor är en havsspindelart som beskrevs av Müller, H.-G. 1989. Ascorhynchus meteor ingår i släktet Ascorhynchus och familjen Ammotheidae. Inga underarter finns listade i Catalogue of Life.